# Woziwoda (zawód)

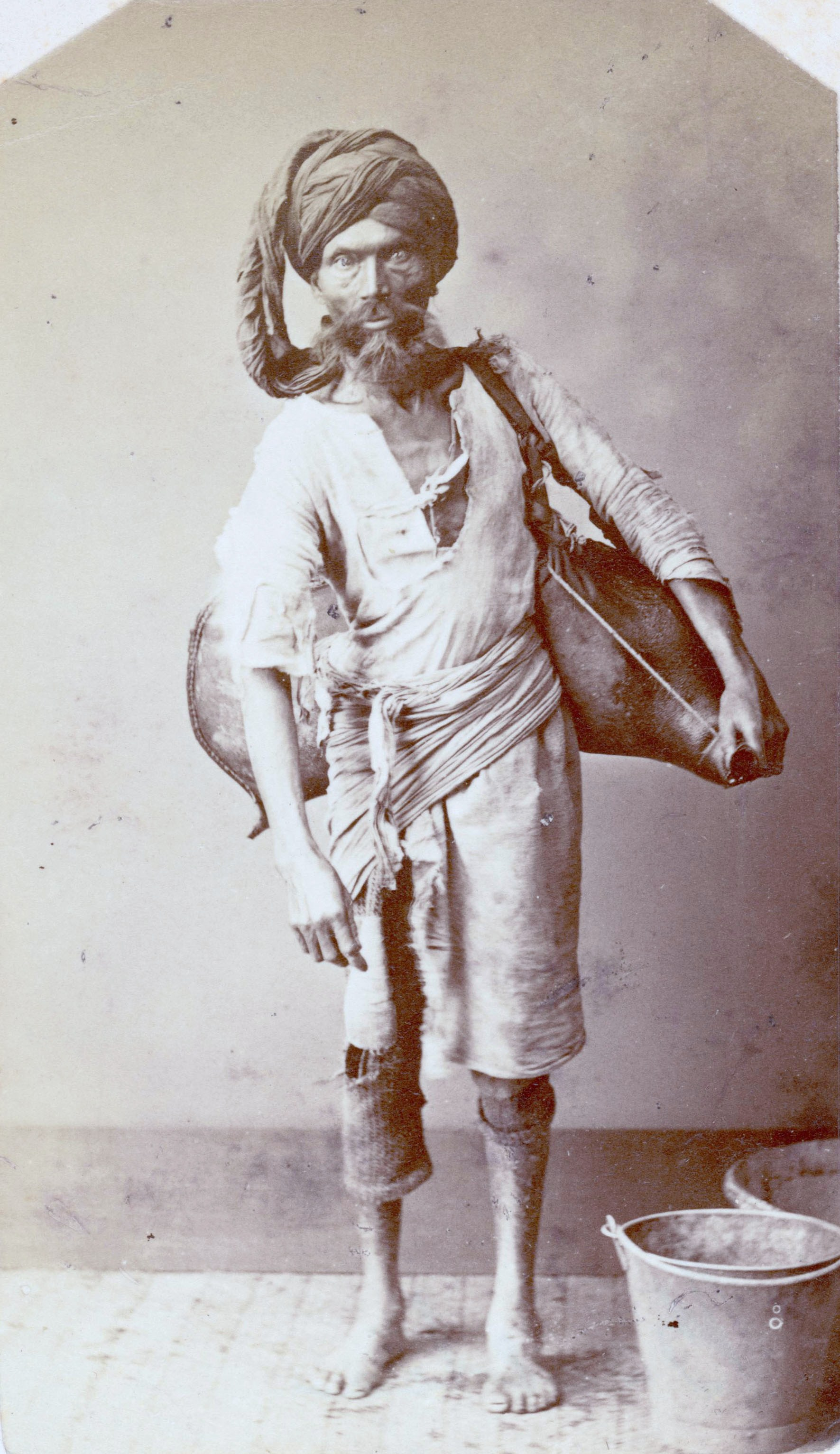
Indyjski nosiwoda (z grupy znanej jako Bhishti) na zdjęciu z ok. 1870 r.

Woziwoda lub nosiwoda (ang. water seller lub water carrier) – dawny zawód, dostawca wody, który zaopatrywał mieszkańców w czystą wodę nosząc ją przy użyciu wiadra lub rozwoził ją po mieście. W Polsce istnieli jeszcze po II wojnie światowej, zawód stopniowo zaniknął z uwagi na rozbudowę miejskich sieci wodociągowych.
W warunkach klimatycznych Polski nosiwodowie najwięcej zarabiali zimą, podczas mrozów, ponieważ wówczas woda w zbiornikach i rurach zamarzała. Ludzie byli zmuszeni korzystać z usług nosiwodów, którzy z uwagi na zwiększenie popytu podnosili także ceny.